# Super Rich Kids
"Super Rich Kids" é uma canção do artista musical estadunidense Frank Ocean, servindo como o quinto single de seu álbum de estréia Channel Orange (2013). Foi escrita por Frank Ocean, Malay, Earl Sweatshirt, Kirk Robinson, Nathaniel Robinson Jr., Ray Hammond, Mark Morales, Mark Rooney, com o auxílio de Malay na produção. A canção teve aparições na série de TV  norte-americana Gossip Girl e no filme The Bling Ring.
"Super Rich Kids" é uma canção de R&B contemporâneo e neo soul, influenciada por Glam rock e soft rock, e inclui amostras das músicas "Bennie and the Jets", de Elton John e "Real Love", de Mary J. Blige. As letras são sobre jovens, tédio e os temores da crise financeira com humor seco dos personagens ricos.
Recebeu análises em sua maioria positivas dos críticos, com uma grande parte deles comparando o trabalho de Ocean com o de outros artistas. A mídia especializada também encontrou influências pelo escritor americano Jay McInerney e da cantora e compositora americana Carole King na faixa. Tornou-se uma das composições mais fracas de Frank comercialmente. Alcançou a 23ª posição da Billboard R&B Songs nos Estados Unidos.

## Fundo musical
"Super Rich Kids" foi escrito por Frank Ocean, Malay, Earl Sweatshirt, Kirk Robinson, Nathaniel Robinson Jr., Roy Hammond, Mark Morales e Mark Rooney e produzido por Malay.

## Desempenho nas tabelas musicais

### Posições
| Tabela musical (2010)                               | Melhor posição |
| --------------------------------------------------- | -------------- |
| Estados Unidos - Billboard R&B Songs                | 23             |
| Estados Unidos - Bubbling Under R&B/Hip-Hop Singles | 4              |
| Reino Unido - Official Charts Company               | 145            |
| Reino Unido - UK R&B Chart                          | 20             |